# Senescal de Barcelona
El senescal de Barcelona era el màxim oficial del Casal de Barcelona i tenia en les seves atribucions l'exercici del govern i la guerra. El seu equivalent al regne d'Aragó era el majordom del regne d'Aragó. Etimològicament, la paraula senescal té arrels en el "siniskalk" germànic. Es pot traduir com de servidor de més categoria, o servidor més antic. El seu origen es remunta als majordorms merovingis. En català té com a sinònim: "dàpifer", que provinent del llatí del baix imperi designava l'ofici de reboster. A poc a poc els oficis de la cort esdevindrien càrrecs de govern. Avui, al dàpifer o senescal seria equivalent, al primer ministre o ministre de la guerra.

## Història
A Catalunya fou Ermessenda de Carcassona entre els anys 1035 i 1043 qui nomenà el primer senescal que es coneix en la persona d'Amat Elderic d'Oris. Ermessenda, vídua de Ramon Borrell era senyora d'un bon grapat de castells a Girona i Ausona. El Castell d'Orís n'era un. Aquest conjunt de béns, combinat amb el fet de la minoria del net Ramon Berenguer I, orfe als 11 o 12 anys i sota una tàcita tutela d'Ermessenda, dona a aquesta una preponderància en el comtat. Amb innegables dots de govern, Ermessenda organitza una Cort reduïda on destaca el nou càrrec de senescal, a qui infeuda els castells patrimonials. Un únic càrrec serà el responsable de la defensa. De fet, el coordinador dels varvassors o castlans.
Però i tal com ja havia passat en els primers anys de viudetat, en la minoria del fill Berenguer Ramon I ‘’el Corbat’’, quan el menor comença a assumir funcions pròpies de govern, es creen tensions amb Ermessenda, gelosa del seu domini. Aquesta vegada els magnats que envoltaven Ramon Berenguer I eren una generació més jove i amb mentalitats més innovadores. Es desferma una crisi en el comtat en la que Mir Geribert l'any 1039 es proclama príncep d'Olèrdola i es produeix la sedició del vescomte Udalard I de Barcelona. Ambdós amb molts interessos comuns amb Ermessenda. Antoni Rovira i Virgili va dir que hi havia dos partits contraposats. Són especialment les dignitats eclesiàstiques les que recondueixen la situació. Ramon Berenguer I en resulta enfortit. No hi ha grans càstigs pels sediciosos. El 1057 Ermessenda acaba venent els drets al seu net.
Però Amat Eldereic continua com a senescal fins a la seva mort i encara el va succeir el fill Pere Amat, amb l'empara dels Gurb-Queral. En mig de l'enrenou perdura el càrrec de senescal. Ramon Berenguer I no l'elimina. Podria ser que també ell tingués Dapifer. De fet, entre els magnats que signen la promulgació dels Usatges de Barcelona hi figura un Guillem Dapifer. L'any 1088, ja en temps de Ramon Berenguer II i Berenguer Ramon II, arriba a la senescalia Guillem I de Cerdanya i comença una escalada de la importància del càrrec. Aquest senescal era fill de Ramon, la branca cabalera dels vicaris del castell d'Hostoles (o Estela). Aquest castell havia estat també d'Ermessenda. El nomenament d'un senescal de Barcelona de l'antiga facció d'Ermessenda s'ha interpretat com un intent d'enfortiment de la consciència nacional. S'ha dit també que Guillem I ja va heretar el càrrec del seu pare Ramon. Això podria ser versemblant però no és segur.
Entre el 1060 i el 1072, la senescalia fou adjudicada al llinatge dels Montcada, el quals la conservaren fins al 1328.
La senescalia arriba a un màxim en la persona del fill de Guillem I, Guillem Ramon I. Amb aquest senescal, casat amb Beatriu de Montcada, aquesta família queda vinculada al càrrec fins que els propis comte-reis l'atrauen centrípetament vinculant-lo, com a títol secundari al comtat de Prades. S'extingeix el títol el 1358 pel de conestable, que s'aplica a tota la Corona d'Aragó. Acaba en el segle xv quan aquest comtat passa als Cardona.

## Llista de senescals de Barcelona
- (Dates aproximades)
- 1051 Amat Elderic d'Orís (+ 1058/60)
- Ramon Miró d'Aguda / Ramon Mir d'Aguda/ Ramon Mir d'Hostoles, cunyat de l'anterior; tutor i oncle del successor
- Pere Amat d'Orís (+ 1088)
- 1088 Guillem I de Cerdanya
- Berenguer I de Queralt
- 1131 Guillem Ramon I de Montcada, el "Gran Senescal"
- 1173 Ramon I de Montcada i de Montcada
- 1188 Guillem Ramon II de Montcada
- 1228 Pere I de Montcada i d'Aragó
- 1267 Ramon de Montcada i d'Aragó
- 1289 Simó de Montcada i de Cervera
- 1292 Pere II Ramon de Montcada i d'Abarca